# I Miss You (пісня DMX)
«I Miss You» — пісня американського репера DMX, випущена як третій і останній сингл з його четвертого альбому The Great Depression (2001).
Пісня записана в пам'ять про покійну бабусю DMX. У пісні репер розповідає про неї та про те, як вона підтримувала його в дитинстві. У пісні взяла участь R&B-співачка Фейт Еванс. На пісню був записаний кліп. В основному відбувається: в церкві (на похоронах) і на кладовищі.

## Список пісень
CD № 1
1. «I Miss You» (Radio)
2. «I Miss You» (Dirty)
3. «I Miss You» (Instrumental)

CD № 2
1. «Number 11» (Radio)
2. «Number 11» (Dirty)
3. «Number 11» (Instrumental)

## Чарти
| Чарт                                            | Позиція |
| ----------------------------------------------- | ------- |
| U.S. Billboard Hot 100                          | 86      |
| U.S. Billboard Hot R&B/Hip-Hop Singles & Tracks | 37      |
| German Singles Chart                            | 87      |